# Schizanthoideae
Sous-famille
La sous-famille des Schizanthoideae est une sous-famille de plantes à fleurs de la famille des Solanaceae. 

## Liste des genres et espèces
Selon NCBI (3 mars 2012) :
- genre Schizanthus
  - Schizanthus aff. pinnatus Reeves 24
  - Schizanthus alpestris
  - Schizanthus candidus
  - Schizanthus grahamii
  - Schizanthus hookeri
  - Schizanthus integrifolius
  - Schizanthus lacteus
  - Schizanthus laetus
  - Schizanthus litoralis
  - Schizanthus parvulus
  - Schizanthus pinnatus
  - Schizanthus porrigens
  - Schizanthus tricolor
  - Schizanthus ×wisetonensis